# ノルトリプチリン
ノルトリプチリン (nortriptyline) は、抗うつ薬として用いられる有機化合物の一種。第1世代の三環系抗うつ薬として知られ、うつ病、うつ状態などの治療に用いられる。脳内神経末端へのノルアドレナリン、セロトニンの再取り込みを阻害する。無臭で水に不溶。
塩酸塩が、商品名ノリトレンで大日本住友製薬から販売されている。

## 薬効薬理
作用機序として、ノルアドレナリンの再取り込みを選択的に阻害し、シナプス間隙のノルアドレナリン量を増加させることにより、抗うつ作用を示すと考えられている。
ラット脳シナプトゾームにおいては、ノルアドレナリン、セロトニン、ドパミンいずれの再取り込みも阻害するが、特にノルアドレナリンに対して強い阻害作用を示す (in vitro)。
また、レセルピンによる体温下降作用に対し抑制作用を示す (マウス、腹腔内投与)。

## 薬物動態
最高血中濃度到達時間 (Tmax) は 4.8±0.4 時間、半減期 (t1/2) は 26.7±8.5 時間。
主な代謝産物は、10-hydroxynortriptyline (10-OH-NT)、desmethylnortriptyline (DNT)、10-hydroxydesmethylnortriptyline (10-OH-DNT)。
代謝経路は、主に肝臓において10位の水酸化体、N位の脱メチル体に代謝され、一部は抱合を受ける。
排泄経路は主として尿中で、投与量の約60％が排泄される。
代謝酵素は、シトクロムP450分子種のCYP2D6 (ノルトリプチリンの10位の水酸化)。

## 臨床成績
二重盲検比較試験および一般臨床試験における有効性についての評価症例数は508例であり、
精神科領域におけるうつ病およびうつ状態疾患に対し、有効以上が52％ (262/508)、やや有効以上が73％ (372/508) であった。

## 副作用
倦怠感、脱力感、集中力低下、眠気、頭痛、めまい